# 沖縄ナムラホール
沖縄ナムラホール（おきなわナムラホール）は沖縄県那覇市にあったライブハウス。

## 概要
かつては「ダンスクラブ松下」という名前であった。現在は名称を変更している。しかし2022年10月31日をもちまして閉館。

## 施設概要
- 住所：沖縄県那覇市松山1-5-1（ナムラプラザビル2F）
- 収容人数：1,500人

## 交通
- 沖縄都市モノレール線（ゆいレール）県庁前駅下車徒歩約5分